# Juan Gualberto Guevara
Juan Gualberto Guevara y de la Cuba (Villa de Vitor, 12 luglio 1882 – Lima, 27 novembre 1954) è stato un cardinale e arcivescovo cattolico peruviano.
Fu nominato cardinale della Chiesa cattolica da papa Pio XII.

## Biografia
Nacque a Villa de Vitor il 12 luglio 1882.
Papa Pio XII lo elevò al rango di cardinale nel concistoro del 18 febbraio 1946.
Morì il 27 novembre 1954 all'età di 72 anni e venne sepolto all’interno della cattedrale di San Giovanni Apostolo ed Evangelista.

## Genealogia episcopale e successione apostolica
La genealogia episcopale è:
- Cardinale Scipione Rebiba
- Cardinale Giulio Antonio Santori
- Cardinale Girolamo Bernerio, O.P.
- Arcivescovo Galeazzo Sanvitale
- Cardinale Ludovico Ludovisi
- Cardinale Luigi Caetani
- Cardinale Ulderico Carpegna
- Cardinale Paluzzo Paluzzi Altieri degli Albertoni
- Papa Benedetto XIII
- Papa Benedetto XIV
- Papa Clemente XIII
- Cardinale Bernardino Giraud
- Cardinale Alessandro Mattei
- Cardinale Pietro Francesco Galleffi
- Cardinale Filippo de Angelis
- Cardinale Amilcare Malagola
- Cardinale Giovanni Tacci Porcelli
- Cardinale Fernando Cento
- Cardinale Juan Gualberto Guevara

La successione apostolica è:
- Arcivescovo Aurelio Macedonio Guerrero (1946)
- Arcivescovo Federico Pérez Silva, C.M. (1946)
- Arcivescovo Carlos Maria Jurgens Byrne, C.SS.R. (1949)
- Vescovo Javier Miguel Ariz Huarte, O.P. (1952)
- Cardinale Juan Landázuri Ricketts, O.F.M. (1952)
- Vescovo Alfonso Zaplana Bellizza (1952)